# Rövidség
A rövidség (brevitás) azt jelenti, hogy éppen annyit mondjunk el, amennyit saját szempontunkból fontosnak ítélünk, s amennyit az ügy megkíván.
Az elbeszélés erényei között tartja számon a görög teória és ennek nyomán Cicero.
A megértést akadályozza, esetleg lehetetlenné teszi, ha többet mondunk a szükségesnél, s az is a közlés sikertelenségét okozhatja, ha kevesebbet.
További elvárás, hogy a narráció legyen világos és nyílt (dilucida, ill. aperta), valamint valószínű (probabilis, ill. verisimilis).

## Lásd még
- Grice maximái közül: a mennyiség